# Giovanni Graber
Giovanni Graber (* 26. März 1939 in Valdaora; † 20. Dezember 2024) war ein italienischer Rennrodler.
Mit seinem Partner Gianpaolo Ambrosi gewann Graber bei den Rennrodel-Weltmeisterschaften 1962 im polnischen Krynica-Zdrój Gold im Doppelsitzer. Bei den Rennrodel-Weltmeisterschaften 1965 in Davos holte er Bronze im Einsitzer. Zudem nahm er zweimal an den Olympischen Winterspielen teil. So wurde er bei den Olympischen Winterspielen 1964 im Doppelsitzer mit Gianpaolo Ambrosi Fünfter und bei den Olympischen Winterspielen 1968 belegte er mit seinem Bruder Enrico Graber den achten Platz, wieder im Doppelsitzer.